# Buse buson
Buteogallus aequinoctialis
Espèce
Statut de conservation UICN

 NT  : Quasi menacé
Statut CITES
La Buse buson (Buteogallus aequinoctialis) est une espèce d'oiseau de la famille des Accipitridae.
Cet oiseau vit le long de la côte du quart nord-est de l'Amérique du Sud. Les crabes représentent la plus grande partie de son alimentation.